# سعيد محمد الصقري
سعيد بن محمد بن أحمد الصقري، 24/1/1967 ولاية القابل-عمان-)؛ وزير الاقتصاد منذ 18 آب/أغسطس 2020. عُيّن بموجب المرسوم السلطاني 111/2020. ويضطلع في ذات الوقت بمنصب رئيس مجلس المناقصات منذ آب/أغسطس 2020 ونائب رئيس مجلس محافظي البنك المركزي العُماني منذ أيلول/سبتمبر 2020. وشغل منصب رئيس الجمعية الاقتصادية العمانية.

## التعليم
في عام 1989 حصل على بكالوريوس في الاقتصاد مع تخصص إدارة أعمال من كلية نيوانجلاند الأسترالية وحصل على الماجستير في الاقتصاد المالي من جامعة بوسطن في سبتمبر2000. في عام 2010 حصل على الدكتوراه في الاقتصاد حول الموارد النفطية والروابط الاقتصادية والتنمية من جامعة فيكتوريا باستراليا؛ كما شارك في بعض البرامج الدولية كبرنامج دراسات الجدوى الاقتصادية والإدارة في جامعة هارفارد، يونيو / يوليو 1992، والبرنامج الأمريكي هوبرت همفري 1999 - 2000 كجزء من البرنامج الأكاديمي فولبرايت (Fulbright) لتبادل الطلاب.

## التدرج الوظيفي
مدير المجالس واللجان في مكتب مستشار السلطان قابوس لشؤون التخطيط الاقتصاد (1992-2017)، وكباحث اقتصادي لمدة ثلاث سنوات في نفس المكتب. عمِل أيضاً كمحاضر غير متفرغ في عدة مؤسسات تعليمية (منظمة أمديست، جامعة السلطان قابوس، الجامعة العربية المفتوحة). في عام 2016 ترأس الجمعية الاقتصادية العمانية، وفي عام 2017 عمل كمستشار اقتصادي بالمركز الإحصائي لدول مجلس التعاون.

## الدراسات المنشورة
استطاع بحكم خبراته العملية والعلمية في مجال الاقتصاد  تقديم بعض الأوراق العلمية كما نشر العديد من الدراسات حول المواضيع الآتية:
-رؤية عمان 2020  بين الواقع والمأمول- في المنشور السنوي “ما هو الثابت وما الذي يتغير في دول مجلس التعاون الخليجي 2017.  
-«موارد النفط والتنويع في اقتصاد مفتوح صغير: حالة عمان» في كتاب التنويع الاقتصادي في منطقة الخليج، الفصل السادس - المجلد الثاني.
-الجزء الاقتصادي عن عمان في منشور «ما هو الثابت وما الذي يتغير في دول مجلس التعاون الخليجي 2013».
-المقال العلمي «استنفاد الموارد الطبيعية والإنتاجية والاستراتيجية المالية المثلى: الدرس المستفاد من اقتصاد يعتمد على تصديرالنفط»؛ كاتب مشارك.
-ورقة علمية بعنوان «عامل الإنتاج الكلي والابتكار ومصدر النمو في الاقتصاد العماني.» ورقة مؤتمر في اجتماع الخليج للأبحاث في يوليو 2011 بجامعة كامبريدج.
-بحث حول الترابط بين قطاع المعادن والقطاع غير المعدني: تحليل القيمة المضافة وتحليل التكامل. ورقة مؤتمر للمؤتمر الدولي الأول للأعمال التطبيقية والاقتصاد 2009، جامعة صحار، سلطنة عمان.

## العضويات واللجان
عضو الفريق الذي كلف بدراسة التعليم الخاص عام 1991.
عضو الفريق الذي كلف بدراسة قانون الاستثمار الأجنبي عام1993.
عضو فريق العمل الذي كلف بمراجعة الإنفاق الحكومي عام 1994.
عضو الفريق الذي كلف بمراجعة قانون ضريبة الشركات عام 1995.
عضو اللجنة التي كلفت بمباشرة أسس بيع الأسهم الحكومية «الخصخصة» عام 1996
عضو في مجلس إدارة بنك نزوى 2014 – 2015.
عضو الفريق
الوطني لرابطة الدول المطلة على المحيط الهندي للتعاون الإقليمي (IOR-ARC).
عضو فريق عمل اللجنة الوزارية المكلفة بدراسة العلاقات الاقتصادية والتجارية والعمانية.
المشاركة في أعمال اللجان المسؤولة عن الاعداد لاجتماعات قادة ورؤساء دول مجلس التعاون لدول الخليج العربية عامي 1989 و 1995.
أمين عام اللجنة التي تأسست لدراسة التغيرات العالمية وتأثيرها المحتمل على عمان في عام 1995.